# Abbaye de Segenstal
 (février 2024).
L'abbaye de Segenstal est une ancienne abbaye cistercienne à Vlotho, dans le Land de Rhénanie-du-Nord-Westphalie, devenu un temple protestant sous le nom d'église Saint-Étienne.

## Histoire

### Fondation de l'abbaye
L'abbaye de Segenstal est fondée en 1252 par le comte Henri IV d'Oldenbourg-Wildeshausen (de) avec des cisterciennes de Leeden. Il fait don d'un terrain à Rehme au bord de la Weser puis en 1258 le domaine du "Vieux château" à Vlotho. Les habitants semblent hostiles à cette venue après que, à la suite de la confirmation de l'abbaye du pape Alexandre IV, l'archevêque de Cologne Konrad von Hochstaden et le clergé local expulsent les laïcs pour installer les religieux.
En 1288, après des inondations de la Weser, l'abbaye s'installe à Vlotho. En 1289, l'archevêque de Mayence Gérard II d'Eppstein (de) accorde une indulgence de 40 jours, afin de soutenir la construction de l'abbaye. En 1306, l'abbesse Lucca von Vlotho demande un conseil à l'abbé de Loccum (de) pour vendre les biens du monastère à cause de sa grande pauvreté. L'église abbatiale est finalement consacrée uniquement après 36 ans de construction par l'évêque de Minden Louis de Brunswick-Lunebourg (de).
En 1349, l'épidémie de peste sévit puis l'abbaye est quasiment détruite par un incendie au cous de la vendetta de Simon III de Lippe. Pour la reconstruction, les sœurs reçoivent une lettre d'indulgence de l'évêque auxiliaire d'Avignon. La situation économique du monastère est alors si pauvre que les religieuses se trouvent régulièrement de vendre et de mettre en gage des biens, dont deux volumes de l'Ancien Testament en 1246. Les manuscrits sont rachetés en partie par l'abbaye de Loccum. Après un rapport de l'abbé, le couvent est dissous, les religieuses s'en vont à l'abbaye de Lilienthal (de) ou à Rulle.
En 1430, les cisterciens de Loccum reprennent les lieux. Malgré de nombreux dons, ils n'arrivent pas à l'entretenir. En 1514, on fait état d'une baisse de la discipline religieuse dans le monastère. Au moment de la Réforme protestante, il n'y a plus que quatre moins en 1533. Après la mort du dernier moine en 1560, le monastère est confisqué et dissous.

### Le temple protestant
Les luthériens font de l'ancienne église abbatiale un temple qu'il baptise du nom de Saint-Étienne. En 1660, on ajoute la nef au sud. Des restes du cloître demeurent au sud-est.